# Abbaye de Saint-Acheul
L'abbaye de Saint-Acheul est un monastère de chanoines augustiniens ayant existé entre 1145 et 1790. Cet ancien monastère est situé à Amiens (dans le quartier Saint-Acheul).
Fondée au -, l'abbaye fut supprimée sous la Révolution française. Les bâtiments furent repris par un collège qui fut confié aux jésuites en 1814. Ils sont aujourd'hui occupés par le lycée privé Saint-Riquier. L'église abbatiale, devenue église paroissiale, a été reconstruite au milieu du XVIIIe siècle.

## Histoire

### Une nécropole de saints amiénois
Selon la tradition, c'est à la fin du IIIe siècle que débuta l'histoire du lieu. Après la décapitation de Firmin d'Amiens, son corps aurait été inhumé à Abladène (Saint-Acheul).
Au Ve siècle, le lieu aurait également été le tombeau d'Ache et Acheul. 
Au VIe siècle, à Pâques, Honoré d'Amiens célébrant la messe à Saint-Acheul, aurait vu apparaître, dans une nuée lumineuse, la main du Christ lui apportant l'hostie, renouvelant ainsi la Cène. 
Au VIIe siècle, l’évêque Saulve fit transférer la dépouille supposée de Firmin le Martyr à Amiens.

### Fondation de l'abbaye
Située à l'extérieur des murs d'Amiens, sur l'emplacement présumé du tombeau de Firmin d'Amiens, cette abbaye fut fondée en deux temps. En 1085, l'évêque d'Amiens, Roricon,  y établit une communauté de chanoines réguliers suivant la règle de saint Augustin. Cette communauté fut érigée en abbaye en 1145 par l'évêque Thierry d'Amiens.
Les bâtiments conventuels du XIe siècle furent reconstruits au XIVe siècle, puis au XVIIe, quand en 1634 l'abbaye fut unie à la congrégation de sainte Geneviève. 
La voûte de l'église du XIe siècle s'effondra en 1751, et l'ensemble des bâtiments furent entièrement reconstruits  en 1760.

### Découverte des tombeaux
Le 10 janvier 1697, pendant la construction des fondations du maître-autel, dans l'église Saint-Acheul, on découvrit, dans une crypte, six tombeaux en pierre qui devinrent sujet de polémique. Les religieux de Saint-Acheul affirmèrent qu'ils avaient découvert le corps le saint Firmin le Confesseur dans son tombeau, et nièrent l'authenticité des reliques conservées à la cathédrale. On ouvrit la châsse de la cathédrale le 10 janvier 1715, devant les chanoines du chapitre cathédral, ceux de l'abbaye de Saint-Acheul, d'autres membres du clergé régulier et séculier, de magistrats et de médecins de la ville. Dans la châsse du XIIIe siècle se trouvaient des ossements avec des inscriptions qui prouvaient l'authenticité des reliques. L'évêque d'Amiens, Mgr Pierre Sabatier publia le procès-verbal de cette cérémonie.
En 1793, avant la confiscation de la châsse, les ossements de saint Firmin, au nombre de douze, en furent retirés par François Derivery, et confiés à M. Lejeune, curé constitutionnel de la cathédrale, qui les restitua en 1802. Ces reliques ont été reconnues en 1816 et en 1829. Elles se trouvent aujourd'hui réunies, avec beaucoup d'autres, dans la châsse dite de saint Honoré de la cathédrale d'Amiens.

### Suppression de l'abbaye
Au début de la Révolution française, le décret du 13 février 1790 interdit les vœux monastiques et supprima les ordres religieux réguliers. L'ordre des génovéfains disparut donc.
Conformément au décret de l'Assemblée nationale du 26 mars 1790, les officiers municipaux de la ville d'Amiens procédèrent à un inventaire des établissements réguliers. L'abbaye de Saint-Acheul ne possédait plus que cinq religieux. Ses revenus s’élevaient à 23 536 livres et 24 sols, ses charges à 9 389 livres et 4 sols.
Les bâtiments conventuels furent déclarés biens nationaux et l'église abbatiale devint église paroissiale pour les quartiers de La Neuville et Boutillerie. Pendant la Terreur, elle fut transformée en écurie. Elle redevint église paroissiale en 1844.

### Le collège des jésuites
Le collège des Pères de la Foi, fonctionnant depuis 1803 à la rue de l’Oratoire (Amiens) et promptement fermé par la police napoléonienne, ouvrit à nouveau ses portes, cette fois dans les bâtiments de l’ancienne abbaye de Saint-Acheul lorsque la Restauration le permit (1814). Dès que la Compagnie de Jésus fut universellement rétablie (août 1814), les Pères de la Foi y obtinrent leur admission. Ainsi, quelques mois à peine après le rétablissement des Jésuites, l’abbaye de Saint-Acheul abrita le premier des six collèges bientôt rouverts en France. 
Tout à la fois collège, petit-séminaire diocésain et noviciat jésuite, l’institution se développa rapidement. De 140 élèves pensionnaires en 1814, leur nombre s’éleva à 900, répartis en cinq maisons, dix ans plus tard. C'est ici que fut formé le fils de Marie-Madeleine d'Houët et celle-ci s'inspira du collège de Saint-Acheul pour former sa propre congrégation en 1820. L’abbaye de Saint-Acheul fut, au cours du XIXe siècle, l’institution jésuite la plus importante et célèbre de France. De nombreuses personnalités jésuites y firent leur noviciat : Ivan Gagarine, Jón Sveinsson... Les Jésuites quittèrent Saint-Acheul lors de l'expulsion des congrégations de 1880.
Les anciens bâtiments de l'abbaye sont occupés de nos jours par le lycée privé Saint-Riquier.

## Architecture et décoration

### Église abbatiale
L'église fut reconstruite en style jésuite dans la seconde moitié du XVIIIe siècle. Le transept est légèrement en saillie arrondie en cul de four. La façade est composée de deux étages de pilastres sous un fronton triangulaire surmonté d'une haute fenêtre encadrée par les statues de Saint Pierre et de la Vierge à l'Enfant. L'intérieur a conservé son décor de style jésuite. L'église est inscrite au titre des monuments historiques par arrêté du 8 décembre 1969.

### Bâtiments conventuels
Les bâtiments les plus anciens sont du XVIIIe siècle. L'aile sud est composée d'un pavillon de brique et pierre. Dans la cour d'honneur, la porte d'entrée est surmontée de balcons avec clés et consoles sculptées.